# (7186) Tomioka
(7186) Tomioka – planetoida z pasa głównego asteroid okrążająca Słońce w ciągu 3,67 lat w średniej odległości 2,38 j.a. Odkryli ją Kin Endate i Kazurō Watanabe 26 grudnia 1991 roku w Kitami. Nazwa planetoidy pochodzi od Hiroyukiego Tomioki (ur. 1942), dyrektora informacji pogodowej w Hitachi, a także astronoma amatora.